# Relations entre la Belgique et l'Union européenne
 (août 2025).
Améliorez-le ou discutez des points à vérifier. 
Les relations entre la Belgique et l'Union européenne sont des relations verticales impliquant l'organisation supranationale et un de ses États membres. La Belgique est l'un des États fondateurs de l'Union européenne. De nombreux sièges d'institutions et d'agences sont basées à Bruxelles. Le pays a exercé 12 présidences du Conseil de l'Union européenne.

## Rapport entre le droit de l'Union européenne et le droit belge

### Constitution
La Constitution de la Belgique ne comprend pas de dispositions concernant les rapports entre l’État et de l'Union. L'Union européenne est évoquée de manière directe uniquement dans l'article 8, aux paragraphe 3 et 4 de la Constitution.
L'article 34 de la Constitution belge dispose que « l'exercice de pouvoirs déterminés peut être attribué par un traité ou par une loi à des institutions de droit international public ». L'article 34 déroge, sur ce point, à l'article 33 qui établit que « les pouvoirs éman[ant] de la Nation » sont exercés conformément à la Constitution (et non à un traité). L'article 34 reprend le contenu de l'article 25 bis qui avait permis la ratification du traité instituant les Communautés européennes, de l'Acte unique, et du traité sur l'Union européenne.
La Belgique étant un État fédéral, certains accords relèvent non pas de la compétence de l’État belge mais de la compétence des Communautés. Un accord de coopération entre l’État fédéral et les entités fédérés du 8 mars 1994 afin de répartir les compétences lorsque l'affaire en question au niveau de l'Union concerne une compétence fédérale et/ou une compétence des entités fédérés. Elles la possibilité de représenter la Belgique auprès des institutions internationales et supranationales et notamment lors des réunions du Conseil de l'Union européenne,. L'accord de coopération établit, plus précisément, quatre situations :
- si l'affaire au niveau européen est de la compétence exclusive de l’État fédéral, un ministre fédéral est chargé de la représentation[4].
- si l'affaire au niveau européen est de la compétence exclusive d'une région ou communauté, un ministre régional ou communautaire est chargé de la représentation[4].
- si l'affaire au niveau européen est mixte mais que
  - l'affaire a une dominante fédérale, alors le ministre fédéral est chargé de la représentation, accompagné d'un assesseur issus des régions/communautés[4].
  - l'affaire a une dominante régionale/communautaire, alors un ministre régional ou communautaire est chargé de la représentation, accompagné par le ministre fédéral[4].

### Référénces
1. 1 2 3  Rideau 2010, p. 1162
2. ↑  Article 167 de la Constitution belge
3. 1 2 3 4 5  Accord de coopération
4. ↑  Rideau 2010, p. 1163